# Premier Division 1999-2000 (Irlanda)
L'edizione 1999-2000 della League of Ireland Premier Division è stata vinta per la nona volta dallo Shelbourne.
Il campionato venne disputato da 12 squadre che si affrontarono 3 volte ciascuna, per un totale di 33 giornate.

## Classifica finale
|  |     | Classifica finale 1999-2000 | Pt | G  | V  | N  | P  | GF | GS | DR  |
|  | --- | --------------------------- | -- | -- | -- | -- | -- | -- | -- | --- |
|  | 1.  | Shelbourne                  | 69 | 33 | 19 | 12 | 2  | 49 | 20 | +29 |
|  | 2.  | Cork City                   | 58 | 33 | 16 | 10 | 7  | 53 | 32 | +21 |
|  | 3.  | Bohemians                   | 57 | 33 | 16 | 9  | 8  | 40 | 23 | +17 |
|  | 4.  | UCD                         | 51 | 33 | 13 | 12 | 8  | 44 | 32 | +12 |
|  | 5.  | Shamrock Rovers             | 50 | 33 | 13 | 11 | 9  | 49 | 36 | +16 |
|  | 6.  | St Patrick's                | 50 | 33 | 13 | 11 | 9  | 40 | 31 | +9  |
|  | 7.  | Derry City                  | 46 | 33 | 12 | 10 | 11 | 32 | 38 | -6  |
|  | 8.  | Finn Harps                  | 34 | 33 | 8  | 10 | 15 | 39 | 41 | -2  |
|  | 9.  | Galway Utd                  | 34 | 33 | 8  | 10 | 15 | 32 | 49 | -17 |
|  | 10. | Waterford United            | 33 | 33 | 7  | 12 | 14 | 24 | 38 | -14 |
|  | 11. | Sligo Rovers                | 25 | 33 | 5  | 10 | 18 | 31 | 60 | -29 |
|  | 12. | Drogheda Utd                | 23 | 33 | 4  | 11 | 18 | 21 | 53 | -32 |

### Verdetti
- Shelbourne campione d'Irlanda 1999-2000.
- Shelbourne ammesso al primo turno preliminare alla UEFA Champions League 2000-2001.
- Cork City e Bohemians[3] ammesse al turno preliminare di Coppa UEFA 2000-2001.
- UCD ammesso al primo turno di Coppa Intertoto 2000.[4]
- Waterford United, Sligo Rovers e Drogheda united retrocesse in FAI First Division.

## Statistiche

### Squadre
- Maggior numero di vittorie:  Shelbourne (19)
- Minor numero di sconfitte:  Shelbourne (2)
- Miglior attacco:  Cork City (53 gol fatti)
- Miglior difesa:  Shelbourne (20 gol subiti)
- Miglior differenza reti:  Shelbourne (+29)
- Maggior numero di pareggi:  Shelbourne,  UCD e  Waterford United (12)
- Minor numero di pareggi:  Bohemians (9)
- Maggior numero di sconfitte:  Sligo Rovers e  Drogheda Utd (18)
- Minor numero di vittorie:  Drogheda Utd (4)
- Peggior attacco:  Drogheda Utd (21 gol fatti)
- Peggior difesa:  Sligo Rovers (60 gol subiti)
- Peggior differenza reti:  Drogheda Utd (-32)

### Classifica marcatori
|  | Gol | Marcatore         | Squadra      |
|  | --- | ----------------- | ------------ |
|  | 20  | Pat Morley        | Cork City    |
|  | 11  | James Mulligan    | Finn Harps   |
|  | 11  | Stephen Geoghegan | Shelbourne   |
|  | 11  | Padraig Moran     | Sligo Rovers |
|  | 10  | Ciarán Martyn     | UCD          |
|  | 9   | Glen Crowe        | Bohemians    |